# منتخب إسرائيل لكرة القدم
منتخب إسرائيل لكرة القدم (بالعبرية: נבחרת ישראל בכדורגל، نقحرة: نفحيريت إسرائيل بيخادوريغل) هو الممثل الرسمي لدولة إسرائيل في رياضة كرة القدم ويخضع لإشراف اتحاد إسرائيل لكرة القدم الذي تأسس سنة 1928. وهو عضو في الاتحاد الأوروبي لكرة القدم منذ سنة 1994.

## كأس أمم آسيا

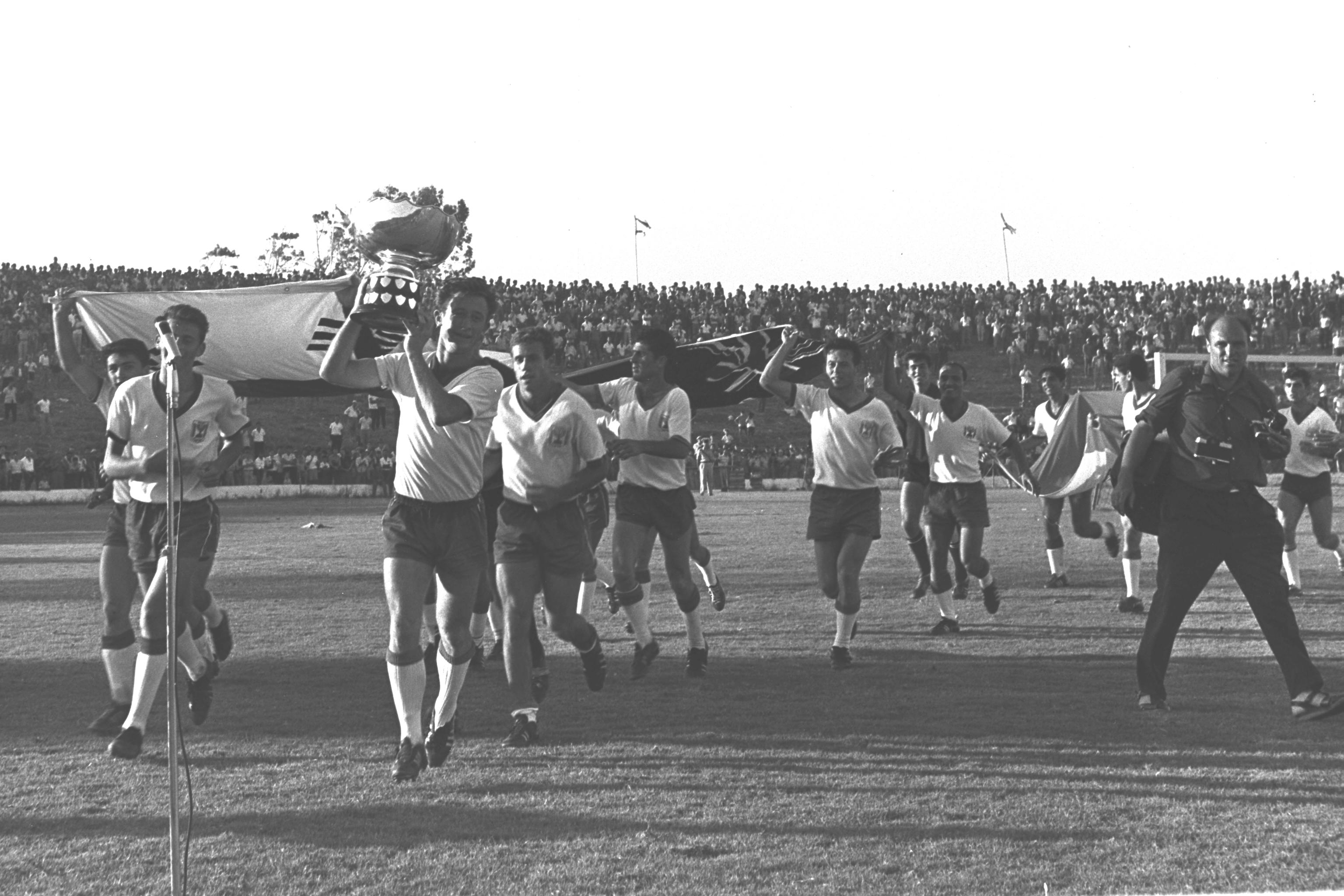
لاعبو المنتخب الإسرائيلي لكرة القدم يحتفلون بالتتويج بكأس آسيا في إسرائيل عام 1964

عندما أقامه الاتحاد الآسيوي لكرة القدم كأس آسيا الأول عام 1956 في هونغ كونغ، انتصر منتخب إسرائيل في 1 سبتمبر 1956 على حساب هونغ كونغ 3:2 ليضمن المركز الثاني وفي 1960 وصل أيضاً إلى النهائي مع كوريا الجنوبية وفيتنام الجنوبية وتايوان حيث حصل على مركز الوصيف أيضاً.
في عام 1964، استضافت إسرائيل البطولة وفازت بها بعد فوزها على الهند وكوريا الجنوبية وهونغ كونغ.
في عام 1968 وفي إيران في 19 مايو 1968 لعبت إسرائيل ضد إيران لتخسر 2:1 وتأخذ الموقع الرابع في البطولة، وبورما، وتايوان، وهونغ كونغ، وقد شاركت كل من كمبوديا والكويت وكوريا الجنوبية والعراق في كأس الأمم الآسيوية.
في عام 1991، تم نقل إسرائيل من آسيا إلى أوروبا عام 1994 بسبب رفض دول الجوار لدولة إسرائيل وعدم اعترافها بها فقامت دول الاتحاد الأوروبي باحتضانه.

## أبرز لاعبو المنتخب
- غيورا شبيغل، من مواليد 27 يوليو 1947 في بتاح تكفا في إسرائيل، لعب مع المنتخب الإسرائيلي مابين عامي 1965 و1980 وحصل على لقب هداف كأس الأمم الآسيوية 1968.
- عباس صوان لاعب فلسطيني، سجل هدف ضد جمهورية أيرلندا في تصفيات كأس العالم لكرة القدم 2006 في ألمانيا.
- وليد بدير لاعب فلسطيني، سجل هدف ضد فرنسا في تصفيات كأس العالم لكرة القدم 2006 في ألمانيا.
- فيليكس هالفون، مدافع سابق للمنتخب، شارك في 38 مباراة دولية آخرها كان عام 1999.
- إيتاي شيختر، مهاجم وهو أفضل هدافي المنتخب يلعب لنادي كايزرسلاوترن الألماني مابين عامي 2011 و2013.

## قمصان المنتخب عبر التاريخ

### كأس العالم
| كأس العالم 1970 (أساسي) | كأس العالم 1970 (احتياطي) |

## وصلات خارجية
- قائمة بيانات المنتخب من الموقع الرسمي للفيفا باللغة العربية
- The Israel Football Association (official)
- Israel National Team Statistics (Hebrew)
- RSSSF – List of "A" Games
- RSSSF – List of Official Games

| سبقه · كوريا الجنوبية | بطل كأس آسيا 1964 (أول لقب) | تبعه · إيران |